# Matelea fulvida
Matelea fulvida är en oleanderväxtart som först beskrevs av F. Ballard, och fick sitt nu gällande namn av W.D. Stevens. Matelea fulvida ingår i släktet Matelea och familjen oleanderväxter. Inga underarter finns listade i Catalogue of Life.